# Peter Stuyvesant
Peret Stuyvesant (també Pieter o Petrus) (1612 - agost de 1672) fou el darrer neerlandès director general de la colònia dels Nous Països Baixos des de 1647 fins que va ser cedida provisionalment als anglesos el 1664. És una de les grans figures del principi de la història de Nova York.
Entre els èxits de Stuyvesant com a director general s'hi inclou la gran expansió de l'assentament de Nova Amsterdam (després anomenada Nova York) més enllà de l'extrem sud de Manhattan. Entre els projectes construïts per l'administració de Stuyvesant hi ha la muralla de Wall Street, el canal que es va convertir en Broad Street i Broadway.
Va perdre una cama durant l'atac sense èxit a l'illa portuguesa de Saint Martin.